# Урахоро
Урахоро (яп. 浦幌町 Урахоро-тё:) — посёлок в Японии, находящийся в уезде Токати округа Токати губернаторства Хоккайдо. Площадь посёлка составляет 729,64 км², население — 5299 человек (30 июня 2014), плотность населения — 7,26 чел./км².

## Географическое положение
Посёлок расположен на острове Хоккайдо в губернаторстве Хоккайдо. С ним граничат город Кусиро и посёлки Тоёкоро, Икеда, Хомбецу, Сиранука.

## Население
Население посёлка составляет 5299 человек (30 июня 2014), а плотность — 7,26 чел./км². Изменение численности населения с 1980 по 2005 годы:
| 1980 | 9693 чел. |  |
| 1985 | 9258 чел. |  |
| 1990 | 8395 чел. |  |
| 1995 | 7621 чел. |  |
| 2000 | 6846 чел. |  |
| 2005 | 6068 чел. |  |

## Символика
Деревом посёлка считается Sorbus commixta, цветком — Rosa rugosa, птицей — серая цапля.